# Агеєв Леонід Опанасович
Леонід Опанасович Агеєв (нар. 14 липня 1940, Ленінград) — український вчений у галузі фізичної оптики, доктор фізико-математичних наук (1992), професор (1993), завідувач кафедри фізичної оптики фізичного факультету Харківського національного університету імені В. Н. Каразіна.

## Біографія
Леонід Опанасович Агеєв народився 14 липня 1940 року у м. Ленінград (нині — Санкт-Петербург). Його батько був військовослужбовцем. У 1946 році переїхав до Харкова.
Після закінчення у 1963 році фізичного факультету Харківського державного університету імені О. М. Горького став викладачем кафедри фізичної оптики цього ж університету, а згодом обіймав посади асистента, старшого викладача та доцента.
У 1974 році захистив кандидатську дисертацію «Оптические свойства тонких пленок иодидов серебра и меди».
У 1991 р. захистив докторську дисертацію «Фотоиндуцированные эффекты в тонких светочувствительных пленках».
1993 року Леонід Агеєв став професором кафедри фізичної оптики Харківського державного універсистету.
У 2003 року обійняв посаду завідувача кафедри фізичної оптики Харківського національного університету імені В. Н. Каразіна.
Також він є членом спеціалізованих рад у Харківському національному університеті імені В. Н. Каразіна та інституті монокристалів із захисту дисертацій, редколегій наукових журналів «Ukrainian journal of physical optics» (м. Львів), «Фізична інженерія поверхні» та «Вісник ХНУ, серія Фізика» (м. Харків).

## Науковий доробок
До кола наукових інтересів Леоніда Агеєва входять проблеми в галузі спектроскопії діелектриків, фізики лазерів, а також нелінійної оптики фоточутливих плівок.
У 1984 році Агеєв виявив утворення фотоіндукованих періодичних структур хвилевидної природи в світлочутливих тонких плівках.
Для студентів читає курси «Квантова електроніка та фізика лазерів», «Основи люмінесценції», «Інтерференція та дифракція світла», «Фотоіндуковані ефекти в тонких плівках хлористого срібла з наночастинками срібла».
Леонід Агеєв є автором понад 200 наукових праць, що були опубліковані у провідних наукових журналах та в матеріалах міжнародних конференцій, а також 4 авторських свідоцтва на винаходи. Під його керівництвом захищено 5 кандидатських дисертацій.
Основні праці
- Учебные эксперименты и демонстрации по оптике: Навяальний посібник. 2000.
- Фотоиндуцированные периодические структуры в светочувствительных слоях // КЭ. 1990. Вып. 38 (співавтор);
- A device for demonstrating interference fringes and electro-optic effect in crystals // American Journal of Physics. 1999. Vol. 67 (співавтор);
- Spontaneous gratings in light-sensitive AgCI-Ag films formed by a normally incident circularly polarized focused laser beam // Optics Communications. 2000. Vol. 173 (співавтор).
- Окрашивание кварцевого стекла нанометровыми частицами серебра // Опт. и спектр. 2007. Т. 102, № 3. С. 489—495.
- Наблюдение неустойчивостей в излучении двухмодового He-Ne лазера с помощью интерференции поляризованных лучей // Опт. и спектр.-2008. Т. 105, № 1. С. 147—153.
- Плавленный кварц — композитный наноструктурный материал // Опт. и спектр. 2009. Т. 107, № 5. С. 854—859.
- Lecture-room interference demo using a glass plane and a laser beam // Eur. J. Phys. 2010. v 31. P. 801—809.
- Особенности генерации спонтанных решеток в светочувствительных волноводных слоях в условиях формирования голографических решеток // Опт. и спектр. 2010. Т. 109, № 6. С. 1217—1223.